# Seán Brady
Seán Brady, född 16 augusti 1939 i Drumcalpin, Irland, är en irländsk kardinal och ärkebiskop. Han var ärkebiskop av Armagh och primas för Irland från 1996 till 2014.

## Biografi
Seán Brady är son till Andrew (död 1968) och Annie Brady (död 1990). Brady prästvigdes 1964 av kardinal Luigi Traglia. Han studerade bland annat vid Påvliga Lateranuniversitetet, där han 1967 blev doktor i kanonisk rätt. 
I december 1994 utnämndes Brady till koadjutor-ärkebiskop av Armagh. Han biskopsvigdes den 19 februari påföljande år av kardinal Cahal Daly. Kardinal Daly assisterades vid detta tillfälle av ärkebiskop Emmanuel Gerada och biskop Gerard Clifford. År 1996 efterträdde Brady kardinal Daly som ärkebiskop av Armagh.
Den 24 november 2007 upphöjde påve Benedikt XVI Brady till kardinal med Santi Quirico e Giulitta som titelkyrka. I mars 2013 deltog han i konklaven, vilken valde Franciskus till ny påve. 

## Bilder
| - Kardinal Bradys titelkyrka Santi Quirico e Giulitta vid Augustus forum i Rom. |

### Webbkällor
- ”BRADY, Seán Baptist (1939–” (på engelska). The Cardinals of the Holy Roman Church. Salvador Miranda. Arkiverad från originalet den 13 oktober 2015. https://archive.today/20151013154822/http://webdept.fiu.edu/~mirandas/bios2007.htm%23Brady#Brady. Läst 8 mars 2018.
- ”Seán Baptist Cardinal Brady” (på engelska). Catholic Hierarchy. Arkiverad från originalet den 8 mars 2018. https://archive.today/20180308145349/http://www.catholic-hierarchy.org/bishop/bbrady.html. Läst 8 mars 2018.